# Fight for You
"Fight for You" é uma canção pelo cantor e compositor americano Jason Derülo, retirado de seu segundo álbum de estúdio, Future History. Foi escrita por Derülo, Steve Hoang, David F. Paich e Jeffrey T. Porcaro e produzida por RedOne, BeatGeek e Geo Slam. Foi lançada em 27 de Novembro de 2011 como o terceiro single do álbum e o sétimo do cantor como artista principal. Musicalmente, "Fight for You" é uma balada de rhythm and blues (R&B) que incorpora uma interpolação da canção "Africa" por Toto, e traz letras que contêm declarações de amor.
Após o lançamento do álbum e antes do lançamento oficial do single, a canção apareceu na Billboard Hot 100 nos Estados Unidos e na UK Singles Chart no Reino Unido.

## Antecedentes
"Fight for You" foi escrita por Jason Derülo, Steve Hoang, David F. Paich e Jeffrey T. Porcaro e produzida por RedOne, BeatGeek e Geo Slam. Foi gravado nos Serenity West Recording Studio e nos Jim Henson Studios em Los Angeles, Califórnia, e misturada por Trevor Muzzy nos Nomad Studios em Tetquan, Marrocos. Derülo disse em entrevista ao Daily Star que "Fight for You" foi a primeira música em que ele e RedOne trabalharam juntos, declarando que "eu estou feliz por ter ficado tão boa". Ao trabalhar com RedOne, ele disse: "RedOne foi uma pessoa boa, humilde, especial e com pé no chão".

## Composição
"Fight for You" foi escrita por Jason Derülo, Steve Hoang, David F. Paich e Jeffrey T. Porcaro. A produção foi feita por RedOne, BeatGeek e Geo Slam. Foi gravado nos Serenity West Recording Studio e nos Jim Henson Studios na cidade de Los Angeles no estado da Califórnia, e misturada por Trevor Muzzy nos Nomad Studios em Tetquan no Marrocos. A canção é uma balada rhythm and blues (R&B) que incorpora uma interpolação de "Africa" por Toto, e traz letras que contêm declarações de amor. Robert Copsey do Digital Spy, se refere-se a canção como uma "hino de poder que espanca a terra".

## Recepção
Shawn Kitchener da Entertainment Wise escreveu que o álbum foi "uma outra tirada implacável de músicas urbanas prontas para a discoteca que misturam-se umas às outras demasiadas vezes", referindo-se a "Fight for You". Kitchener escreveu que a música era "o tipo de R&B de forragem doce-como-rebuçado que se encaixa na perfeição na banda sonora de High School Musical".
Nos Estados Unidos, após o lançamento de Future History, "Fight for You" estreou no número 83 na Billboard Hot 100 na publicação de 15 de Outubro de 2011. Também estreou no número 117 na UK Singles Chart no Reino Unido em 22 de Outubro de 2011.

## Faixas e formatos
| Download Digital |                 |                                                              |                            |         |  |
| N.º              | Título          | Compositor(es)                                               | Produtor(es)               | Duração |  |
| 1.               | "Fight for You" | Jason Desrouleaux, Steve Hoang, David Paich, Jeffrey Porcaro | RedOne, BeatGeek, Geo Slam | 4:02    |  |
| Duração total:   | Duração total:  | Duração total:                                               | Duração total:             | 4:02    |  |

| EP Digital do Reino Unido |                                    |                                                              |                            |         |  |
| N.º                       | Título                             | Compositor(es)                                               | Produtor(es)               | Duração |  |
| 1.                        | "Fight for You"                    | Jason Desrouleaux, Steve Hoang, David Paich, Jeffrey Porcaro | RedOne, BeatGeek, Geo Slam | 4:02    |  |
| 2.                        | "Fight for You" (Suncycle Remix)   | J. Desrouleaux, S. Hoang, D. Paich, J. Porcaro               | Suncycle                   | 3:34    |  |
| 3.                        | "Fight for You" (Mync Edit)        | J. Desrouleaux, S. Hoang, D. Paich, J. Porcaro               | Mync                       | 3:25    |  |
| 4.                        | "Fight for You" (Mync Stadium Dub) | J. Desrouleaux, S. Hoang, D. Paich, J. Porcaro               | Mync                       | 5:34    |  |
| 5.                        | "Fight for You" (Mync Stadium Mix) | J. Desrouleaux, S. Hoang, D. Paich, J. Porcaro               | Mync                       | 5:34    |  |
| Duração total:            | Duração total:                     | Duração total:                                               | Duração total:             | 27:59   |  |

## Créditos
Os dados foram tirados do encarte do álbum Future History.
| - BeatGeek — produção, instrumento, programação - Jason Desrouleaux — composição, vocais principais, vocais de apoio - Steve Hoang — composição - Laila Khayat — vocais de apoio - Samya Khayat — vocais de apoio - Gelly Kusuma — gravação, engenharia | - Trevor Muzzy — mixagem - David F. Paich — composição - Jeffrey T. Porcaro — composição - Nadir Khayat — produção, vocais de apoio, instrumentos, programação - Teddy Sky — gravação, engenharia, vocais de apoio - Geo Slam — produção, gravação, engenharia, instrumentos, programação, guitarra |

## Desempenho nas tabelas musicais
| País — Tabela musical (2011)       | Posição de pico |
| ---------------------------------- | --------------- |
| Estados Unidos — Billboard Hot 100 | 83              |
| Reino Unido — UK Singles Chart     | 117             |

## Histórico de lançamento
| Região      | Data                   | Formato          |
| ----------- | ---------------------- | ---------------- |
| Reino Unido | 9 de novembro de 2011  | Rádio principal  |
| Reino Unido | 27 de novembro de 2011 | Download digital |